# Hyperaspis immaculata
Hyperaspis immaculata är en skalbaggsart som beskrevs av Hatch 1961. Hyperaspis immaculata ingår i släktet Hyperaspis och familjen nyckelpigor. Inga underarter finns listade i Catalogue of Life.